# Міхрімах
Міхрімах Султан (осман. مهر ماه سلطان; близько 1522, Стамбул, Османська імперія — 25 січня 1578, Стамбул, Османська імперія) — османська принцеса. Дочка османського султана Сулеймана I і його дружини Хасекі Хюррем-султан (Роксолани).

## Біографія
Міхрімах народилася близько 1522 року в Стамбулі і в султанському палаці Топкапи і була єдиною дочкою і другою дитиною з шістьох дітей османського султана Сулеймана I і Хюррем султан. Ім'я Міхрімах означає «місяць та сонце».
Є легенда, що це ім'я дала їй бабуся Айше Хафса-султан, тому що в годину її народження вийшла на терасу й побачила, що сонце вже зійшло, а місяць ще не сховався.
У Міхрімах було четверо братів: шехзаде Мехмед, Селім (майбутній Селім II), Баязид і Джихангір. Міхрімах була улюбленою і, згідно з популярною версією, єдиною дочкою султана, яка пережила дитинство. Чагатай Улучай називає дочкою Сулеймана I Разіє-султан, про яку немає ніякої інформації, крім напису на могилі в мавзолеї молочного брата султана Ях'ї-ефенді.
Міхрімах виховувалася і здобувала освіту під чуйним керівництвом її знаменитої матері: за повідомленнями сучасників, вона була добре вихована, красиво говорила, мала гарні почерк і стиль письма. Крім того, Міхрімах була надзвичайно набожною.

### Шлюб
У другій половині правління султана Сулеймана I його фаворитом став Рустем-паша. Султан часто запитував поради Рустема, що не могло не налаштувати на ворожнечу іншого фаворита Сулеймана — великого візира Паргали Ібрагіма-пашу. Побоюючись втрати впливу, великий візир призначив Рустема, який до цього обіймав набагато менш важливу посаду мірахура, на посаду губернатора у віддаленій провінції Діярбакир. Приблизно в цей же час, за чутками, Хюррем султан дізналася, що Рустем висловлює бажання одружитися з Міхрімах, і підтримала його у цьому. Сулейман погодився на шлюб Рустема і його улюбленої дочки, для чого також збирався назвати Рустема своїм візиром. Однак незабаром поповзли чутки, поширювані ймовірно ворогами Рустема, про те, що він хворий на проказу. Сулейман був засмучений тим, що трапилося, проте для перевірки відправив до майбутнього зятя лікаря, який визначив, що Рустем здоровий: на одязі обстежуваного була виявлена воша, що виключило імовірність хвороби. У липні 1538 року помер бейлербей Анатолії Мустафа-паша і його посаду отримав Рустем.
26 листопада 1539 року на Іподромній площі почалися святкування з нагоди обрізання молодших братів Міхрімах — Баязида і Джихангіра; потім, впродовж святкувань, 4 грудня, було укладено шлюб Рустема й Міхрімах. Після весілля подружжя залишилося в Стамбулі, де разом з Хюррем султан утворили вузьке коло впливу на султана. Через 2 роки після весілля Міхрімах народила доньку Айше Хюмашах-султан, а через 19 років — сина султанзаде Османа.
У травні 1541 року після зняття з посади іншого зятя султана, Лютфі-паші (дружина Шах-султан), чоловік Міхрімах став другим візиром; у 1544 році Рустем-паша обійняв посаду великого візира. У тому ж 1544 році Міхрімах разом з матір'ю і чоловіком відвідала Бурсу, де зібралися її брати, які постійно проживали у своїх санджаках; зустріч тривала сорок днів.
Невідомо, наскільки Міхрімах була прив'язана до чоловіка, однак після смерті Рустема в 1561 році вона більше не вступала в шлюби. Переїхала в султанський палац, де залишалася до смерті брата Селіма II.

### Політичний вплив
Хоча немає ніяких доказів причетности Міхрімах або її матері до падіння її старшого єдинокровного брата Мустафи, багато джерел, як османські, так і зарубіжні, вважали, що таким чином вони розчищали шлях до влади одного з синів Хюррем — Селіма або Баязида; прихід до влади Мустафи був невигідний нікому з них: Рустем утратив би посаду й, можливо, голову, Хюррем — статус і всіх своїх синів, а Міхрімах — чоловіка, братів і вплив. Як би там не було, яничари після страти Мустафи в 1553 році вимагали страти Рустема, але життя йому врятувала Міхрімах, вмовляючи матір вплинути на рішення Сулеймана. Рустем був знятий з поста великого візира, але зостався живий.
Коаліцію «Хюррем-Міхрімах-Рустем» вважали причетною і до страти великого візира Кара Ахмеда-паші, який також був зятем султана — чоловіком його сестри Фатьми. Кара Ахмед прийшов до влади в 1553 році, відразу після страти шехзаде Мустафи, коли Рустем-паша був знятий з посади. Кара Ахмед пробув на посаді трохи менше двох років, після чого, за чутками, був звинувачений Рустемом у хабарництві і страчений. Смерть Кара Ахмеда-паші повернула посаду великого візира Рустему-паші.

## Обов'язки валіде

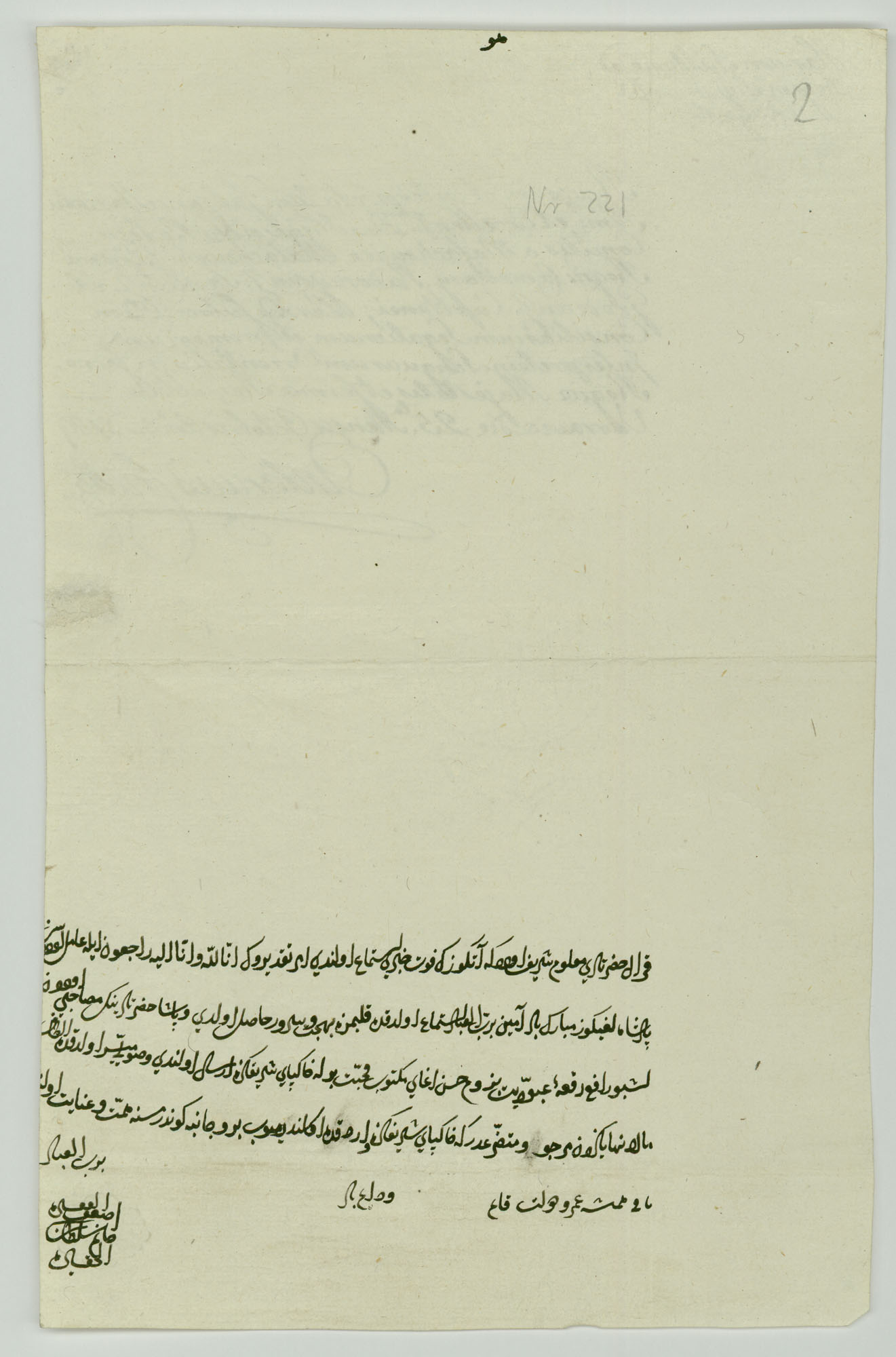
Лист Міхрімах до короля Речі Посполитої Сигизмунда II Августа, 1548

Хюррем-султан померла в 1558 році. Після її смерти Міхрімах почала виконувати обов'язки валіде-султан (1558-1574 р.); вона також стала головною радницею батька й повідомляла йому новини під час його відсутности в столиці. Міхрімах, як її мати, разом із чоловіком підтримувала Баязида як спадкоємця престолу. Однак незадовго до смерті чоловіка й падіння Баязида 1561 року Міхрімах, розчарована його байдужістю, перекинулася на бік шехзаде Селіма, який після сходження на престол дарував сестрі 50 тисяч золотом на невідкладні потреби. Після смерти батька Міхрімах стала найвпливовішою і шанованою жінкою в гаремі спочатку брата Селіма II, а потім небожа Мурада III. Саме вона подарувала племіннику наложницю Сафіє, яка на довгі роки стала його улюбленицею.

### Благодійність
Ім'я Міхрімах носять дві мечеті в Стамбулі: одна була побудована за наказом султана Сулеймана I в Ускюдарі, інша — за розпорядженням самої Міхрімах в Едірнекапи. Комплекс мечеті Міхрімах-султан в Ускюдарі (інша назва Іскеле-джамі) був зведений за проєктом Сінана в 1547 році; в комплекс увійшли власне п'ятибанна мечеть з двома мінаретами, а також фонтан, медресе, мектеб (початкова школа) і караван-сарай. У комплекс Міхрімах-султан в Едірнекапи, побудований також Сінаном в 1566 році, увійшли однокупольна мечеть із мінаретом, фонтан, медресе, мектеб, тюрбе і парний хамам, що забезпечував роботу комплексу. Також до мечеті в Едірнекапи був проведений водогін на кошти Міхрімах. Окрім того, при її мечетях діяв імарет (благодійна кухня), а самій султані належали кілька благодійних вакфів.
Існує легенда, пов'язана з мечетями Міхрімах: нібито відомий архітектор Сінан був таємно закоханий в неї, попри те, що був одружений і різниця у віці була величезна (Сінану на той момент було 50, а Міхрімах — 17). Згідно з легендою, за задумом Сінана мечеті були побудовані так, що 21 березня — нібито в день народження Міхрімах, ім'я якої означає «сонце і місяць», — у той самий момент, коли сонце ховається за однією мечеттю її імені в Едірнекапи, місяць з'являється з-за мечеті її імені в Ускюдарі.
Також брала участь в проєктах чоловіка й допомагала матері в управлінні знаменитим фондом Хасекі Хюррем-султан.

### Смерть
Після смерті брата Селіма II в 1574 році Міхрімах перебралася в Старий палац, де отримувала досить велику платню від племінника-султана. За повідомленням німецького мандрівника Стефана Герлаха, котрий перебував в цих краях у 1578 році, Міхрімах померла 25 січня 1578 року.
За розпорядженням султана Мурада III Міхрімах поховали в тюрбе батька в мечеті Сулейманіє, що підкреслило її особливий статус єдиної і гаряче улюбленої дочки султана. До кінця XVII століття могили Міхрімах і султана Сулеймана I були єдиними похованнями у цьому тюрбе.

## Діти
Їхньою дочкою була Айше Хюмашах Ханим-султан — одна з двох улюблених онук султана Сулеймана I (другою була єдина дочка шехзаде Мехмеда — Хюмашах Ханим-султан). Айше Хюмашах була кілька разів одружена і в першому шлюбі народила чотирьох синів і двох дочок; її нащадком і з жіночої, і з чоловічої ліній був великий візир Султанзаде Мехмед-паша. Мустафа Качар, автор статті про Міхрімах в «Ісламській енциклопедії», називає її дочками Айше й Хюмашах; мабуть, це імена однієї дочки Міхрімах – Айше Хюмашах. У Міхрімах султан також був син, султанзаде Осман.
Сюрея Мехмед-бей вказує на те, що у Міхрімах був щонайменше один син, проте його ім'я не називає. Ентоні Алдерсон і Мустафа Качар називають сином Міхрімах Османа ; Алдерсон вказує датою смерті Османа 1576. Сюрея також вказує датою смерті Османа 1576, проте вважає його сином не Міхрімах, а іншої жінки – ймовірно, першої дружини Рустема-паші . Сюрея вказує на той факт, що хоча Осман був похований в одній з мечетей Міхрімах-султан, він не носив титул султанзаде, що традиційно давався нащадкам султанів чоловічої статі по жіночій лінії.

### Книги
- Афьонку, Ерхан. Рустем-паша // Енциклопедія ісламу = Islam Ansiklopedisi. — Центр ісламознавства, 2008. — Т. 35. — С. 288—290. Архівовано з джерела 26 лютого 2017
- Тезкан, Хулія. Діти Османського палацу: життя та одяг князів і дам-султанів = Osmanlı sarayının çocukları: şehzadeler ve hanım sultanların yaşamları, giysileri. — Aygaz, 2006. — С. 85. — ISBN 9759837226, 9789759837228. Архівовано з джерела 12 листопада 2021
- Олдерсон, Ентоні Дельфін. Структура Османської династії = The Structure of the Ottoman Dynasty. — Oxf. : Clarendon Press, 1956.
- Каджар, Мустафа. Міхрімах-султан // Енциклопедія ісламу = Islam Ansiklopedisi. — İslâm Araştırmaları Merkezi, 2005. — Т. 30. — С. 39—40. Архівовано з джерела 30 липня 2017
- Пірс, Леслі П. Імперський гарем: жінки і суверенітет в Османській імперії = The Imperial Harem: Women and Sovereignty in the Ottoman Empire. — Oxf. : Oxford University Press, 1993. — С. 34—35. — ISBN 0195086775, 9780195086775. Архівовано з джерела 10 липня 2017
- Сурейя Мехмед Бей. Сицилія і османи = Sicill-i Osmani. — Istanbul : Tarih Vakfi Yurt Yayınlar, 1996. — Т. 1. — С. 25—26. — ISBN 9753330495, 9753330383.
- Сурейя Мехмед Бей. Сицилія і османи = Sicill-i Osmani. — Istanbul : Tarih Vakfi Yurt Yayınlar, 1996. — Т. 5. — С. 1402.
- Сурейя Мехмед Бей. Сицилія і османи = Sicill-i Osmani. — Istanbul : Tarih Vakfi Yurt Yayınlar, 1996. — Т. 4.
- Улукай, М. Кагатай. Жінки та дочки султанів = Padişahların kadınları ve kızları. — An. : Türk Tarih Kurumu, 1985. — 220 с. Архівовано з джерела 12 листопада 2021
- Узунчарсілі, Ісмаїл Хаккі. Османська історія = Osmanlı Tarihi. — An. : Türk Tarih Kurumu, 1988. — Т. 3. Архівовано з джерела 7 травня 2017
- Мухаммад ібн Ахмад, Нахравалі; Річард, Блекберн. «Подорож до Великої Порти»: арабські мемуари про дипломатичну місію шаріфінського агента при Османському імператорському дворі в епоху Сулеймана Пишного; відповідний текст із книги Кутб ад-Діна аль-Нахравали «Аль-Фаваїд аль-саніях фі аль-ріхла аль-Мадауаль» = Journey to the Sublime Porte: The Arabic Memoir of a Sharifian Agent's Diplomatic Mission to the Ottoman Imperial Court in the Era of Suleyman the Magnificent ; the Relevant Text from Quṭb Al-Dīn Al-Nahrawālī's Al-Fawāʼid Al-sanīyah Fī Al-riḥlah Al-Madanīyah Wa Al-Rūmīyah. — Схід-інститут, 2005. — Т. 109. — ISBN 9783899134414.
- Сакаоглу, Недждет. Сулейман, Хюррем та інші: правдива історія однієї епохи = Süleyman, Hurrem ve Diğerleri: Bir Dönemin Gerçek Hikayesi. — 2012.
- Христина Ісом-Верхаарен; Шулл, Кент Ф. Міхрімах Султан: принцеса створює османську династичну ідентичність // Життя в Османському царстві: імперія та ідентичність, 13-20 століття. — Indiana University Press, 2016. — ISBN 9780253019486.
- Улучай, Мустафа Чагатай. Жінки та дочки султанів. — Турецьке історичне товариство, 1992.
- Шутко О. Жіночий султанат: влада та кохання. — Богдан, 2019. — ISBN 9789661057707. Архівовано з джерела 12 листопада 2021
- Вовченко Денис. Містити балканський націоналізм: імперська Росія та османські християни, 1856-1914 = Containing Balkan Nationalism: Imperial Russia and Ottoman Christians, 1856-1914.|видавництво = Oxford University Press|рік = 2016-07-18 |сторінки = 32| isbn=9780190612917|language=англійська|ref = }}
- Джорджо Вазарі, Франческо Прішанезе. Життя Тиціана. — Getty Publications, 23 квітня 2019. — С. 97. — ISBN 9781606065877.
- Ганс Георг Маєр, Сабіна Пратор, Крістоф К. Нойман. Мистецтво, жінки та вченіArts, women and, scholars. — Сімург, 2002. — С. 105. — ISBN 9789757172642.
- Толга Услубас, Йилмаз Кескін. Алфавітна енциклопедія османської історіїAlfabetik Osmanlı tarihi ansiklopedisi. — Змішані книги, 2007. — С. 393. — ISBN 9789944321501.
- Артур Страттон. Сінан: Біографія одного з найбільших архітекторів світу та портрет золотого віку Османської імперіїSinan: The Biography of One of the World's Greatest Architects and a Portrait of the Golden Age of the Ottoman Empire. — Скрибнер, 1971. — С. 178. — ISBN 9780684125824.
- Девід Джефрі Олександр. Від Медічі до Савойя: Османська пишність у флорентійських колекціяхFrom the Medicis to the Savoias: Ottoman Splendour in Florentine Collections. — Університет Сабанці, музей Сакіпа Сабанці, 2003. — С. 94. — ISBN 9789758362370.
- Факультет природничих наук Стамбульського університету. Лекції з нагоди 511-ї річниці завоювання СтамбулаLectures Delivered on the 511th Anniversary of the Conquest of İstanbul. — Друкарня Оборотного фонду наукового факультету, 1967. — С. 13.
- Метін Анд. Стамбул у 16 столітті: місто, палац, повсякденне життя16. yüzyılda İstanbul: kent, saray, günlük yaşam. — Публікації Yapı Kredi, 2009. — С. 145. — ISBN 9789750818325.
- Недждет Сакаоглу. Відомі османські жінкиFamous Ottoman Women. — Avea, 2007. — С. 105. — ISBN 9789757104773.
- Муляр Парс. жінки в ТуреччиніТürkiyeʼde kadın. — Видавництво Cem, 1985. — С. 316.
- Турецький релігійний фонд. Енциклопедія ісламу: Місра – Мухаммедійєİslâm ansiklopedisi: Mısra – Muhammediyye. — Головне управління ісламської енциклопедії Турецького релігійного фонду, 1988. — С. 40. — ISBN 9789753894029.
- Стамбульська енциклопедія від вчора до сьогодніDünden bugüne İstanbul ansiklopedisi. — Міністерство культури, 1994. — С. 453. — ISBN 9789757306054.
- Османська історія від Османа Газі до султана Вахідуддіна ханаOsman Gazi'den Sultan Vahidüddin Han'a Osmanlı tarihi. — Видавництво Camlica, 2014. — С. 120. — ISBN 9789944905398.
- Muhteşem Yüzyıl'ın Mihrimah Sultan'ı Pelin Karahan 10 dakikada boşandı – Son Dakika Magazin Haberleri | STAR. Star.com.tr (tr-TR) . Архів оригіналу за 12 листопада 2021. Процитовано 13 жовтня 2017.
- The Architect's Apprentice by Elif Shafak, book review: The domes of. The Independent (брит.). London. 30 жовтня 2014. Архів оригіналу за 7 листопада 2017. Процитовано 4 листопада 2017.
- Atamian, Christopher (8 червня 2015). 'The Architect's Apprentice,' by Elif Shafak. The New York Times (амер.). ISSN 0362-4331. Архів оригіналу за 12 листопада 2021. Процитовано 4 листопада 2017.
- Бісер, Мерве (2014). Цигалазада Юсуф Сінан-паша: Османська повернення 16-го століття в середземноморському світі (магістерська робота). Історичний факультет Університету Іхсана Дограмачі Білкент, Анкара. с. 48.

### Журнали
- Атчіл, Захіт (2021). Шлюбна політика Османської династії та шлюб Міхрімах Султан. Журнал досліджень Південно-Східної Європи (турецька)  (34): 1—26. ISSN 0378-3863. Архів оригіналу за 12 листопада 2021. Процитовано 12 листопада 2021.
- Міович, Весна (2 травня 2018). За прихильність Султана: могутні османські жінки та дубровницькі дипломати. Літопис Інституту історичних наук Хорватської академії наук і мистецтв у Дубровнику (харватська) . 56 (1): 147—197. doi:10.21857/mwo1vczp2y. ISSN 1330-0598. Архів оригіналу за 12 листопада 2021. Процитовано 12 листопада 2021.
- Єрмоленко, Галина (квітень 2005). Роксолана: «Найвеличніша імператриця Сходу». The Muslim World. Центр-Веллі, Пенсільванія: Університет ДеСалеса. 95 (2): 231—248.